# Hansjö
Hansjö ('Ansiu') är en del av tätorten Orsa och tidigare by i Orsa socken och kommun, belägen på västra sidan av Ore älv.
Byn var 1919 Orsas största by med 201 gårdar. Byn är sedan 1965 sammanvuxen med Orsa tätort. I byn fanns tidigare Hansjö kvarn, längre ned Handfors liesmedja och såg, där numera ett elverk är anlagt.
I Hansjö finns ett litet mejeri.